# Слотбек
Слотбек (енгл. Slotback), скраћено SB, позиција је у америчком фудбалу. Део је нападачке формације у којој нема тајтендова. Слотбек је ранинбек који је са обе стране офанзивне линије. Задужен је углавном за примање кратких пасова и блокирање, а сличан је ејчбековима.